# انجمن پیشاهنگی لسوتو
انجمن پیشاهنگی لسوتو (به انگلیسی: Lesotho Scout Association) سازمان ملی پیشاهنگی در کشور لسوتو است. این انجمن در سال ۱۹۳۶ تأسیس شد و در سال ۱۹۷۱ به عضویت سازمان جهانی جنبش پیشاهنگی درآمد. طبق آمار سال ۲۰۲۱، این انجمن دارای ۲٬۶۳۰ عضو است.
لسوتو کشوری کوچک و کوهستانی با دسترسی دشوار ارتباطی است که همین امر باعث محدود شدن رشد جنبش پیشاهنگی در آن شده است. با این وجود، اعضای این انجمن در چندین گردهمایی جهانی پیشاهنگی حضور داشته‌اند. یک پیشاهنگ از لسوتو در نوزدهمین مجمع جهانی پیشاهنگی که در سال ۱۹۹۸ در شیلی برگزار شد، شرکت کرد.
در ژانویهٔ ۲۰۱۶، انجمن پیشاهنگی لسوتو با سازمان پیشاهنگی ایرلند تفاهم‌نامه‌ای امضا کرد. این همکاری با نام «لومِلا–فالشه» (Lumela-Fáilte) با هدف تبادل فرهنگی پایه‌گذاری شده‌است. این شراکت از سال ۲۰۱۰ آغاز شده و در چارچوب آن، پیشاهنگی ایرلند از حضور دو پیشاهنگ جوان باسوتو در مجمع جهانی پیشاهنگی ۲۰۱۵ در ژاپن حمایت کرده‌است.

## آرمان‌ها

### قانون پیش‌آهنگی
پیش‌آهنگ فردی قابل اعتماد است.
پیش‌آهنگ وفادار است.
پیش‌آهنگ مهربان و با ملاحظه است.
پیش‌آهنگ دوست همگان و برادرِ هر پیش‌آهنگ دیگر است.
پیش‌آهنگ شجاع است.
پیش‌آهنگ از زمان به‌خوبی استفاده می‌کند و نسبت به اموال و دارایی‌ها مسئول است.
پیش‌آهنگ برای خود و دیگران احترام قائل است.

### سوگند پیش‌آهنگی
به شرف خود سوگند می‌خورم که تمام تلاش خود را به کار گیرم تا وظیفه‌ام را در برابر خداوند، پادشاه و کشورم انجام دهم، در همه حال به دیگران کمک کنم و از قوانین پیش‌آهنگی پیروی نمایم.